# بخش سن مارتین (کورینتس)
بخش سن مارتین (به اسپانیایی: Departamento San Martín) یک منطقهٔ مسکونی در آرژانتین است که در استان کورینتس واقع شده‌است. بخش سن مارتین ۶٬۳۸۵ کیلومتر مربع مساحت و ۱۲٬۲۳۶ نفر جمعیت دارد.